# Grabów Szlachecki (gromada)
Grabów Szlachecki – dawna gromada, czyli najmniejsza jednostka podziału terytorialnego Polskiej Rzeczypospolitej Ludowej w latach 1954–1972.
Gromady, z gromadzkimi radami narodowymi (GRN) jako organami władzy najniższego stopnia na wsi, funkcjonowały od reformy reorganizującej administrację wiejską przeprowadzonej jesienią 1954 do momentu ich zniesienia z dniem 1 stycznia 1973, tym samym wypierając organizację gminną w latach 1954–1972.
Gromadę Grabów Szlachecki z siedzibą GRN w Grabowie Szlacheckim utworzono – jako jedną z 8759 gromad na obszarze Polski – w powiecie garwolińskim w woj. warszawskim, na mocy uchwały nr VI/10/2/54 WRN w Warszawie z dnia 5 października 1954. W skład jednostki weszły obszary dotychczasowych gromad Grabów Szlachecki, Wojciechówka i Rzyczyna ze zniesionej gminy Kłoczew, obszar dotychczasowej gromady Urszulin ze zniesionej gminy Ułęż oraz wieś Grabów Rycki, kolonia Mały Młynek, osada młyńska Żelazna i kolonia Rycza z dotychczasowej gromady Grabów Rycki ze zniesionej gminy Ryki w tymże powiecie. Dla gromady ustalono 16 członków gromadzkiej rady narodowej.
1 stycznia 1956 gromada weszła w skład nowo utworzonego powiatu ryckiego w tymże województwie.
Gromada przetrwała do końca 1972 roku, czyli do kolejnej reformy gminnej.